# K5 League Gyeonggi-do 2020
Die K5 League Gyeonggi-do 2020 war die zweite Spielzeit als höchste Amateurspielklasse und die zweite Spielzeit insgesamt im südkoreanischen Fußball gewesen. Die Saison sollte ursprünglich am 7. Juni beginnen und am 25. Oktober enden. Der Spielzeitbeginn wurde auf den 14. November 2020 verschoben. Die Saison endete am 28. November 2020. Anschließend folgten die Play-off-Spiele.

## Teilnehmer und ihre Spielstätten
| Team                       | Stadt                      | Heimstadion                                                                                      | In der Liga seit           | Vorjahresplatzierung         |                            |
| K5 League Gyeonggi-do 2020 | K5 League Gyeonggi-do 2020 | K5 League Gyeonggi-do 2020                                                                       | K5 League Gyeonggi-do 2020 | K5 League Gyeonggi-do 2020   | K5 League Gyeonggi-do 2020 |
| -------------------------- | -------------------------- | ------------------------------------------------------------------------------------------------ | -------------------------- | ---------------------------- | -------------------------- |
| Yangju Deokgye FV          | Yangju                     | Yangju-Stadion Icheon-Stadion Dongducheon-Stadion Yongin-Fußballcenter Suwon-Yeogisan-Sportplatz | 2019                       | Staffelsieger                |                            |
| Dongducheon ONETEAM        | Dongducheon                | Yangju-Stadion Icheon-Stadion Dongducheon-Stadion Yongin-Fußballcenter Suwon-Yeogisan-Sportplatz | 2019                       | 4. Platz                     |                            |
| Gunpo Sanbon FV            | Gunpo                      | Yangju-Stadion Icheon-Stadion Dongducheon-Stadion Yongin-Fußballcenter Suwon-Yeogisan-Sportplatz | 2019                       | 5. Platz                     |                            |
| Icheon Majang FV           | Icheon                     | Yangju-Stadion Icheon-Stadion Dongducheon-Stadion Yongin-Fußballcenter Suwon-Yeogisan-Sportplatz | 2019                       | 3. Platz                     |                            |
| Yongin FV                  | Yongin                     | Yangju-Stadion Icheon-Stadion Dongducheon-Stadion Yongin-Fußballcenter Suwon-Yeogisan-Sportplatz | 2019                       | 2. Platz                     |                            |
| Suwon City FC              | Suwon                      | Yangju-Stadion Icheon-Stadion Dongducheon-Stadion Yongin-Fußballcenter Suwon-Yeogisan-Sportplatz | 2020                       | Aufsteiger aus der K6 League |                            |

## Reguläre Saison
| Pl. | Verein                | Sp. | S | U | N | Tore    | Diff. | Punkte |
| --- | --------------------- | --- | - | - | - | ------- | ----- | ------ |
| 1.  | Icheon Majang FV      | 5   | 4 | 1 | 0 | 021:900 | +12   | 13     |
| 2.  | Suwon City FC (N)     | 5   | 4 | 1 | 0 | 013:300 | +10   | 13     |
| 3.  | Yangju Deokgye FV (M) | 5   | 2 | 1 | 2 | 016:150 | +1    | 07     |
| 4.  | Dongducheon ONETEAM   | 5   | 2 | 0 | 3 | 011:160 | −5    | 06     |
| 5.  | Yongin FV             | 5   | 1 | 1 | 3 | 007:140 | −7    | 04     |
| 6.  | Gunpo Sanbon FV       | 5   | 0 | 0 | 5 | 008:190 | −11   | 0      |

| Zum 5. Spieltag:                                                                                    |  |
| Meister der K5 League Gyeonggi-do und Qualifikation zum Korean FA Cup 2021 Abstieg in die K6 League |  |
| |  |
| Zum Saisonende 2019:                                                                                |  |
| (M) Vorjahres Staffelsieger                                                                         |  |
| (N) Aufsteiger aus der K6 League                                                                    |  |

## Statistik

### Torschützenliste
Bei gleicher Anzahl von Treffern sind die Spieler alphabetisch geordnet.
| Platz | Spieler        | Mannschaft          | Tore |
| ----- | -------------- | ------------------- | ---- |
| 01    | Park Jeong-jae | Icheon Majang FV    | 12   |
| 02    | Lee Tae-yeong  | Yangju Deokgye FV   | 6    |
| 03    | Jo Seung-hwan  | Yongin FV           | 5    |
| 04    | Park Ji-yeong  | Yangju Deokgye FV   | 4    |
| 0     | Osei Obed      | Dongducheon ONETEAM | 4    |